# Peppino Russo
Peppino Russo, all'anagrafe Giuseppe Russo (Napoli, 13 maggio 1907 – Napoli, 16 ottobre 1993), è stato un poeta, paroliere e compositore italiano.

## Biografia
Peppino Russo nasce a Napoli il 13 maggio del 1907 e comincia a scrivere dal 1924, ispirato dalle composizioni di Ferdinando Russo.
Ottiene i suoi primi successi affermandosi con la canzone Busciarda mia, musicata da Gaetano Lama ed interpretata da Vittorio Parisi, e con Voca Fore, musicata da Attilio Staffelli, cantata da Ria Rosa.
Vince due Festival della Canzone Napoletana: nel 1968 con Core spezzato, e nel 1969 con Preghiera a 'na mamma, entrambe musicate da Salvatore Mazzocco.
Nel 1987 pubblica una raccolta di libri, dedicata a Napoli e alle sue canzoni, composta da quattro volumi (Cammina, Napule 'n festa, Partenope e Napoli).
Muore a Napoli il 16 ottobre del 1993.

## Canzoni
1946:
- Nun turnà (musica di Gennaro Ciaravolo)

1947:
- 'O scugnizzo e l'americana (musica di Giovanni Donnarumma)

1948:
- Fronna (musica di Felice Genta)

1949:
- 'A celentana (musica di Felice Genta)
- Vocca 'e russetto (musica di Felice Genta)

1950:
- 'A voce 'e mamma (musica di Felice Genta)

- Fazzuletto arricamato (musica di Antonio Vian): presentata alla Piedigrotta Abici del 1950

1951:
- A spasso cu 'e stelle (musica di Vincenzo Acampora)
- Malazingara (musica di Felice Genta)
- Nenna nè (musica di Felice Genta)

1952:
- Ce simme appiccicate (musica di Felice Genta)
- Giuvinotte amante (musica di Felice Genta)
- Nnammurate 'e Capemonte (musica di Felice Genta)

- 'O vico (musica di Vincenzo Acampora)
- Vommero (musica di Felice Genta)

1953:
- Ammore nevrastenico (musica di Gennaro Ciaravolo)

- Giuramento (musica di Antonio Vian): presentata da Carla Boni alla Piedigrotta Abici del 1953

- Nisciuno (musica di Antonio Vian): presentata da Nino Nipote alla Piedigrotta Abici del 1953
- 'O filobus (musica di Antonio Vian): presentata da Amedeo Pariante alla Piedigrotta Abici del 1953

1954:
- Balcone chiuso (versi scritti assieme ad Arturo Duyrat, musica di Antonio Vian): presentata da Franco Ricci e Gino Latilla al secondo Festival di Napoli, nel 1954
- Che songo 'e rrose (musica di Felice Genta)
- Famme sunnà (musica di Amato): presentata al secondo Festival Nazionale della canzone dialettale in Catania, nel 1954

1955:
- Avendo... potendo (musica di Vincenzo Acampora)

1957:
- Malepenziero (musica di Vincenzo Acampora)

1958:
- 'E suonne (musica di A. N. Palmieri)
- Il sottoscritto (musica di A. N. Palmieri)

1961:
- Eterno Ammore (musica di A. N. Palmieri): presentata da Luciano Tajoli e Aura D'Angelo al Giugno della Canzone Napoletana, nel 1961
- Scetammoce (musica di Umberto Colonnese)

1965:
- Notte senza fine (musica di Emma Chelotti): presentata da Pina Lamara e dall'Equipe 84 al tredicesimo Festival di Napoli, nel 1965

1968:
- Core spezzato (musica di Salvatore Mazzocco): presentata da Mirna Doris e Tony Astarita al sedicesimo Festival di Napoli, nel 1968

1969:
- Non c'è due senza tre (musica di Salvatore Mazzocco)

- Preghiera a 'na mamma (musica di Salvatore Mazzocco): presentata da Mirna Doris e Aurelio Fierro al diciassettesimo Festival di Napoli, nel 1969

1970:
- Chitarra rossa (versi scritti assieme a Vittorio Mazzocco, musica di Salvatore Mazzocco): presentata da Mirna Doris e Mario Merola al diciottesimo Festival di Napoli, nel 1970

1971:
- Preghiera 'e marenaro (musica di Antonio Iglio): presentata da Nino Fiore all'ottava edizione di Un disco per l’estate
- Stella nera (musica di Felice Genta)

1973:
- Che vuò cchiù (musica di Felice Genta): presentata al Festival di Piedigrotta, nel 1973
- 'N'ata nuttata (musica di Antonio Iglio)
- Zitto zitto zitto (musica di Felice Genta)